# 格里菲斯公園

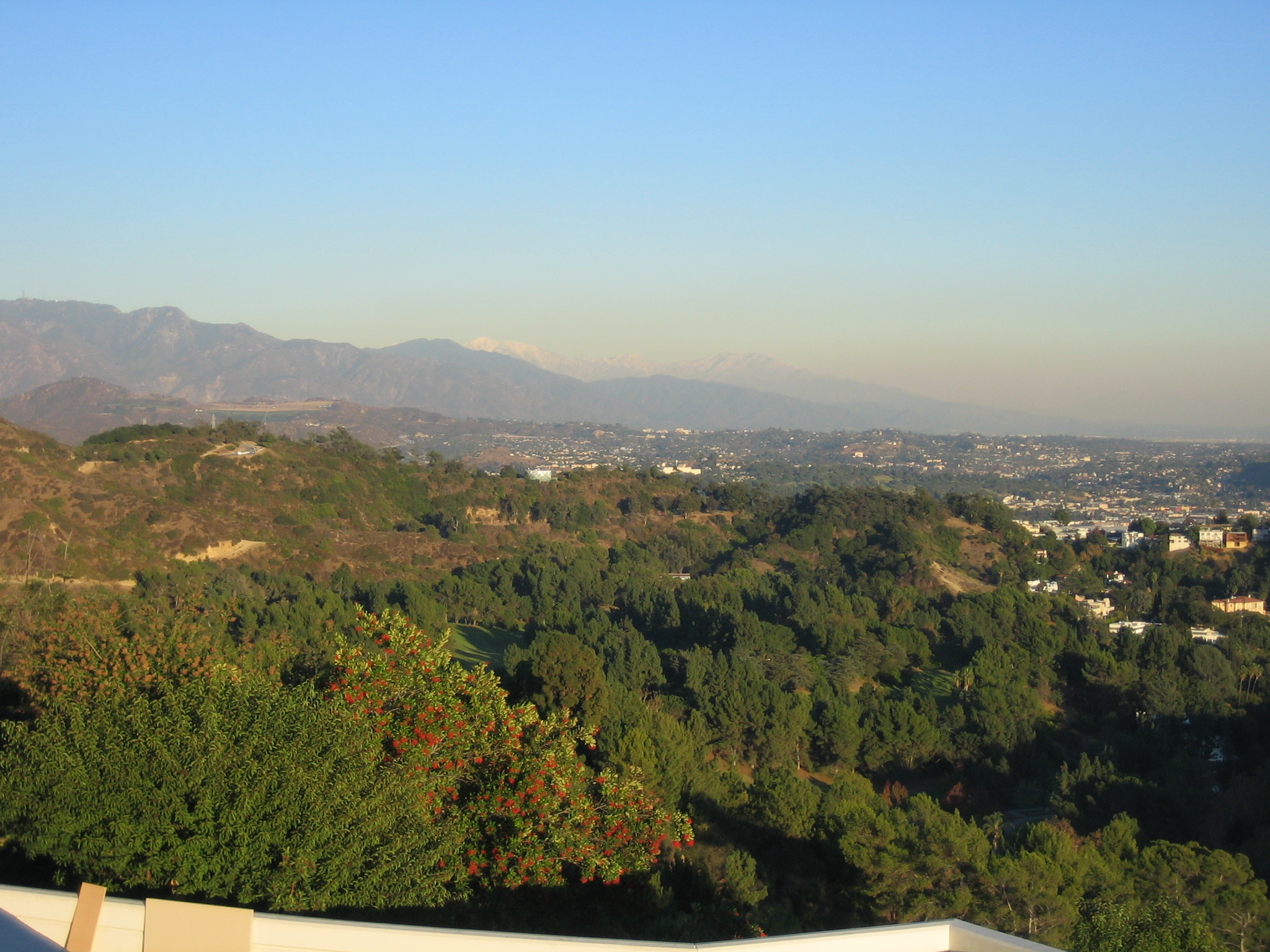
從格里菲斯天文台眺望格里菲斯公園南側。

格里菲斯公園（英語：Griffith Park）位于好萊塢東北部。是洛杉磯最大的公園，加州第二大的都市公園，也是北美洲最大的都市公園之一。面積廣達17平方公里。
格里菲斯公園是由19世紀的美國礦業鉅子格里菲斯·J·格里菲斯所捐贈土地，並捐款興建希臘劇場及天文台。這是一個巨大的綜合休閒中心，除了有廣大的綠地，以及適合各式各樣體育活動的場地與健身設施，還有動物園、博物館、希臘劇場、以及著名的格里菲斯天文台。